# حسن‌آباد مرشد
حسن‌آباد مرشد یا حسن‌آباد روستایی در دهستان گاریزات بخش گاریزات شهرستان تفت استان یزد ایران است.

## جمعیت
بر پایه سرشماری عمومی نفوس و مسکن در سال ۱۳۹۵ جمعیت این روستا ۹۸ نفر (۳۳خانوار) بوده‌است.